# Contre-la-montre masculin aux championnats du monde de cyclisme sur route 2023
Le contre-la-montre masculin aux championnats du monde de cyclisme sur route 2023 a lieu le 11 août 2023 sur 47,8 kilomètres à Stirling (Écosse) au Royaume-Uni.

## Parcours
Le départ et l'arrivée ont lieu à Stirling, ville bordée par le fleuve Forth, située en amont d'Édimbourg et à une soixantaine de kilomètres à l'ouest de la capitale écossaise.
Le parcours campagnard situé à l'ouest de la ville est assez plat et comprend plusieurs longues lignes droites. Dans les douze derniers kilomètres, les coureurs ont à franchir trois petites bosses de longueurs de 400 à 600 mètres avant d’entamer la montée finale vers le château de Stirling d'un peu moins d’un kilomètre avec une pente moyenne de 5,8 % sur une chaussée pavée pour les 400 derniers mètres.
Les chronos intermédiaires sont pris après 12,6 km, 34,7 km et 43,5 km.

## Système de qualification
| Équipes nationales (49)- Norvège - Suisse - Belgique - Grande-Bretagne - Italie - Australie - Slovénie - Colombie - Danemark - France - Portugal - Nouvelle-Zélande - Pays-Bas - États-Unis - Espagne - Kazakhstan - Panama - Allemagne - Tchéquie - Afrique du Sud - Pologne - Canada - Autriche - Grèce - Mongolie - Lettonie - Irlande - Maurice - Serbie - Chine - Ukraine - Argentine - Réfugiés - Ouzbekistan - Islande - Chypre - îles Vierges britanniques - Ouganda - Qatar - Ghana - Afghanistan - Anguilla - Cap-Vert - Guam - Guinée - Malte - Eswatini - Iran - Sainte-Lucie |
| |

## Favoris
Les principaux favoris sont l'Italien Filippo Ganna, vainqueur en 2020 et 2021, les Belges Remco Evenepoel, troisième l'année précédente, ainsi que Wout van Aert, deuxième en 2020 et 2021, le Slovène Tadej Pogačar, les Suisses Stefan Küng, deuxième l'année précédente et Stefan Bissegger, sans oublier le Norvégien tenant du titre Tobias Foss. Parmi les outsiders, on peut citer les Français Bruno Armirail et Rémi Cavagna, le Portugais João Almeida, le Danois Kasper Asgreen, les Britanniques Joshua Tarling et Geraint Thomas, l'Américain Brandon McNulty et l'Australien Rohan Dennis,.

## Classement
| \| Classement général \| Classement général \| Classement général \| Classement général \| Classement général \| \| Coureur \| Coureur \| Pays \| Équipe \| Temps \| \| ------------------ \| ------------------ \| ------------------ \| ------------------ \| ------------------ \| \| 1er \| Remco Evenepoel \| Belgique \| Belgique \| 55 min 19 s \| \| 2e \| Filippo Ganna \| Italie \| Italie \| + 12 s \| \| 3e \| Joshua Tarling \| Royaume-Uni \| Grande-Bretagne \| + 48 s \| \| 4e \| Brandon McNulty \| États-Unis \| États-Unis \| + 1 min 27 s \| \| 5e \| Wout van Aert \| Belgique \| Belgique \| + 1 min 37 s \| \| 6e \| Nélson Oliveira \| Portugal \| Portugal \| + 1 min 52 s \| \| 7e \| Rohan Dennis \| Australie \| Australie \| + 1 min 53 s \| \| 8e \| Mattia Cattaneo \| Italie \| Italie \| + 1 min 57 s \| \| 9e \| Mikkel Bjerg \| Danemark \| Danemark \| + 1 min 59 s \| \| 10e \| Geraint Thomas \| Royaume-Uni \| Grande-Bretagne \| + 2 min 04 s \| \| 11e \| Tobias Foss \| Norvège \| Norvège \| + 2 min 04 s \| \| 12e \| Stefan Küng \| Suisse \| Suisse \| + 2 min 17 s \| \| 13e \| Søren Wærenskjold \| Norvège \| Norvège \| + 2 min 25 s \| \| 14e \| Kasper Asgreen \| Danemark \| Danemark \| + 2 min 27 s \| \| 15e \| Lawson Craddock \| États-Unis \| États-Unis \| + 2 min 36 s \| \| 16e \| Stefan Bissegger \| Suisse \| Suisse \| + 2 min 43 s \| \| 17e \| Derek Gee \| Canada \| Canada \| + 2 min 58 s \| \| 18e \| Lennard Kämna \| Allemagne \| Allemagne \| + 3 min 00 s \| \| 19e \| Ryan Mullen \| Irlande \| Irlande \| + 3 min 02 s \| \| 20e \| Bruno Armirail \| France \| France \| + 3 min 03 s \| |                   |             |                 |              |
| |                   |             |                 |              |
| Source : ProCyclingStats |                   |             |                 |              |
| Classement général |                   |             |                 |              |
| Coureur | Coureur           | Pays        | Équipe          | Temps        |
| 1er | Remco Evenepoel   | Belgique    | Belgique        | 55 min 19 s  |
| 2e | Filippo Ganna     | Italie      | Italie          | + 12 s       |
| 3e | Joshua Tarling    | Royaume-Uni | Grande-Bretagne | + 48 s       |
| 4e | Brandon McNulty   | États-Unis  | États-Unis      | + 1 min 27 s |
| 5e | Wout van Aert     | Belgique    | Belgique        | + 1 min 37 s |
| 6e | Nélson Oliveira   | Portugal    | Portugal        | + 1 min 52 s |
| 7e | Rohan Dennis      | Australie   | Australie       | + 1 min 53 s |
| 8e | Mattia Cattaneo   | Italie      | Italie          | + 1 min 57 s |
| 9e | Mikkel Bjerg      | Danemark    | Danemark        | + 1 min 59 s |
| 10e | Geraint Thomas    | Royaume-Uni | Grande-Bretagne | + 2 min 04 s |
| 11e | Tobias Foss       | Norvège     | Norvège         | + 2 min 04 s |
| 12e | Stefan Küng       | Suisse      | Suisse          | + 2 min 17 s |
| 13e | Søren Wærenskjold | Norvège     | Norvège         | + 2 min 25 s |
| 14e | Kasper Asgreen    | Danemark    | Danemark        | + 2 min 27 s |
| 15e | Lawson Craddock   | États-Unis  | États-Unis      | + 2 min 36 s |
| 16e | Stefan Bissegger  | Suisse      | Suisse          | + 2 min 43 s |
| 17e | Derek Gee         | Canada      | Canada          | + 2 min 58 s |
| 18e | Lennard Kämna     | Allemagne   | Allemagne       | + 3 min 00 s |
| 19e | Ryan Mullen       | Irlande     | Irlande         | + 3 min 02 s |
| 20e | Bruno Armirail    | France      | France          | + 3 min 03 s |

## Liste des participants
| Liste des participants | Liste des participants | Liste des participants    | Liste des participants | Liste des participants |
| Num                    | Coureur                | Équipe                    | Pos                    |                        |
| ---------------------- | ---------------------- | ------------------------- | ---------------------- | ---------------------- |
| 1                      | Tobias Foss            | Norvège                   | 11e                    |                        |
| 2                      | Stefan Küng            | Suisse                    | 12e                    |                        |
| 3                      | Remco Evenepoel        | Belgique                  | 1er                    |                        |
| 4                      | Geraint Thomas         | Grande-Bretagne           | 10e                    |                        |
| 5                      | Filippo Ganna          | Italie                    | 2e                     |                        |
| 6                      | Jay Vine               | Australie                 | 28e                    |                        |
| 7                      | Tadej Pogačar          | Slovénie                  | 21e                    |                        |
| 8                      | Walter Vargas          | Colombie                  | 30e                    |                        |
| 9                      | Mikkel Bjerg           | Danemark                  | 9e                     |                        |
| 10                     | Rémi Cavagna           | France                    | 25e                    |                        |
| 11                     | João Almeida           | Portugal                  | 23e                    |                        |
| 12                     | Tom Sexton             | Nouvelle-Zélande          | 29e                    |                        |
| 13                     | Jos van Emden          | Pays-Bas                  | 36e                    |                        |
| 14                     | Brandon McNulty        | États-Unis                | 4e                     |                        |
| 15                     | Xabier Mikel Azparren  | Espagne                   | 40e                    |                        |
| 16                     | Søren Wærenskjold      | Norvège                   | 13e                    |                        |
| 17                     | Stefan Bissegger       | Suisse                    | 16e                    |                        |
| 18                     | Wout van Aert          | Belgique                  | 5e                     |                        |
| 19                     | Joshua Tarling         | Grande-Bretagne           | 3e                     |                        |
| 20                     | Mattia Cattaneo        | Italie                    | 8e                     |                        |
| 21                     | Rohan Dennis           | Australie                 | 7e                     |                        |
| 22                     | Kasper Asgreen         | Danemark                  | 14e                    |                        |
| 23                     | Bruno Armirail         | France                    | 20e                    |                        |
| 24                     | Nélson Oliveira        | Portugal                  | 6e                     |                        |
| 25                     | Daan Hoole             | Pays-Bas                  | 34e                    |                        |
| 26                     | Lawson Craddock        | États-Unis                | 15e                    |                        |
| 27                     | Yevgeniy Fedorov       | Kazakhstan                | 39e                    |                        |
| 28                     | Randish Abdul Lorenzo  | Panama                    | 55e                    |                        |
| 29                     | Lennard Kämna          | Allemagne                 | 18e                    |                        |
| 30                     | Mathias Vacek          | Tchéquie                  | 38e                    |                        |
| 31                     | Stefan de Bod          | Afrique du Sud            | 24e                    |                        |
| 32                     | Maciej Bodnar          | Pologne                   | 31e                    |                        |
| 33                     | Derek Gee              | Canada                    | 17e                    |                        |
| 34                     | Patrick Gamper         | Autriche                  | 37e                    |                        |
| 35                     | Miltiádis Giannoútsos  | Grèce                     | 43e                    |                        |
| 36                     | Jambaljamts Sainbayar  | Mongolie                  | 53e                    |                        |
| 37                     | Toms Skujiņš           | Lettonie                  | 33e                    |                        |
| 38                     | Ben Healy              | Irlande                   | 26e                    |                        |
| 39                     | Christopher Lagane     | Maurice                   | 57e                    |                        |
| 40                     | Ognjen Ilić            | Serbie                    | 41e                    |                        |
| 41                     | Xue Mingxing           | Chine                     | 54e                    |                        |
| 42                     | Vitaliy Novakovskyi    | Ukraine                   | 63e                    |                        |
| 43                     | Juan Pablo Dotti       | Argentine                 | 46e                    |                        |
| 44                     | Mohammad Ganjkhanlou   | Iran                      | 66e                    |                        |
| 45                     | Aleksey Fomovskiy      | Ouzbekistan               | 47e                    |                        |
| 46                     | Ingvar Ómarsson        | Islande                   | 52e                    |                        |
| 47                     | Andréas Miltiádis      | Chypre                    | 42e                    |                        |
| 48                     | Darel Christopher Jr.  | îles Vierges britanniques | 65e                    |                        |
| 49                     | Charles Kagimu         | Ouganda                   | 49e                    |                        |
| 50                     | Fadhel Al Khater       | Qatar                     | 64e                    |                        |
| 51                     | Henry Djangmah         | Ghana                     | 77e                    |                        |
| 53                     | Hasani Hennis          | Anguilla                  | 59e                    |                        |
| 55                     | Jake Jones             | Guam                      | 69e                    |                        |
| 56                     | Abdoulaye Bangoura     | Guinée                    | 73e                    |                        |
| 57                     | Daniel Bonello         | Malte                     | 61e                    |                        |
| 59                     | Amir Ansari            | Réfugiés                  | 56e                    |                        |
| 60                     | Kluivert Mitchel       | Sainte-Lucie              | 67e                    |                        |
| 61                     | Harold Tejada          | Colombie                  | 35e                    |                        |
| 62                     | Iver Knotten           | Norvège                   | 27e                    |                        |
| 63                     | Igor Chzhan            | Kazakhstan                | 48e                    |                        |
| 64                     | Nils Politt            | Allemagne                 | 32e                    |                        |
| 65                     | Jakub Otruba           | Tchéquie                  | 44e                    |                        |
| 66                     | Ryan Gibbons           | Afrique du Sud            | 22e                    |                        |
| 67                     | Nickolas Zukowsky      | Canada                    | 45e                    |                        |
| 68                     | Felix Ritzinger        | Autriche                  | 51e                    |                        |
| 69                     | Ryan Mullen            | Irlande                   | 19e                    |                        |
| 70                     | Alexandre Mayer        | Maurice                   | AB                     |                        |
| 71                     | Su Haoyu               | Chine                     | 58e                    |                        |
| 72                     | Muradjan Halmuratov    | Ouzbekistan               | 50e                    |                        |
| 73                     | Christopher Symonds    | Ghana                     | 71e                    |                        |
| 75                     | Renato Soares          | Cap-Vert                  | 76e                    |                        |
| 76                     | Edward Oingerang       | Guam                      | 68e                    |                        |
| 77                     | Aidan Buttigieg        | Malte                     | 62e                    |                        |
| 78                     | Ahmad Wais             | Réfugiés                  | 60e                    |                        |